# 中国民主同盟河南省委员会
中国民主同盟河南省委员会，简称民盟河南省委，是中国民主同盟在河南省的地方组织。